# Rozet-Saint-Albin
Pour les articles homonymes, voir Saint-Albin.
Rozet-Saint-Albin est une commune française située dans le département de l'Aisne, en région Hauts-de-France.

## Géographie

### Localisation
| Chouy               | Billy-sur-Ourcq   |                       |
|                     | Rozet-Saint-Albin | Oulchy-la-Ville       |
| Neuilly-Saint-Front | Vichel-Nanteuil   | Montgru-Saint-Hilaire |

### Hydrographie
La commune est située dans le bassin Seine-Normandie. Elle est drainée par l'Ourcq, le Wadon, le cours d'eau 01 du Grand Marais, le ru de Pudeval et un autre petit cours d'eau,.
L'Ourcq, d'une longueur de 86 km, prend sa source dans la commune de Courmont et se jette  dans la Marne en limite de Mary-sur-Marne et de Lizy-sur-Ourcq, face à Isles-les-Meldeuses, après avoir traversé 36 communes. Les caractéristiques hydrologiques de l'Ourcq sont données par la station hydrologique située sur la commune de Chouy. Le débit moyen mensuel est de 1,99 m3/s. Le débit moyen journalier maximum est de 19,6 m3/s, atteint lors de la crue du 23 mars 2001. Le débit instantané maximal est quant à lui de 22,4 m3/s, atteint le 1er juin 2016.

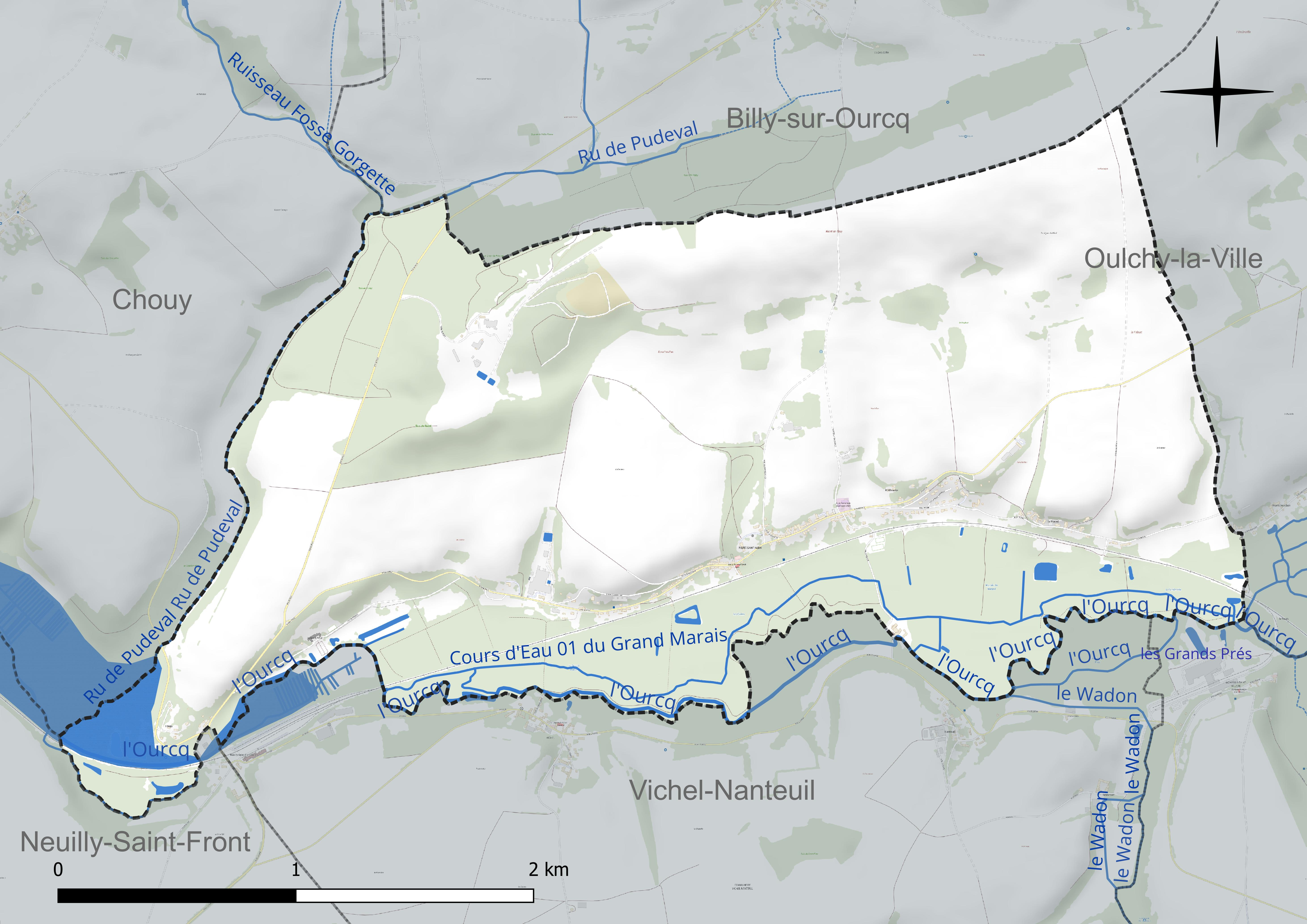
Réseau hydrographique de Rozet-Saint-Albin.

### Climat
Pour des articles plus généraux, voir Climat des Hauts-de-France et Climat de l'Aisne.
En 2010, le climat de la commune est de type climat océanique dégradé des plaines du Centre et du Nord, selon une étude du CNRS s'appuyant sur une série de données couvrant la période 1971-2000. En 2020, Météo-France publie une typologie des climats de la France métropolitaine dans laquelle la commune est exposée à un climat océanique altéré et est dans la région climatique Nord-est du bassin Parisien, caractérisée par un ensoleillement médiocre, une pluviométrie moyenne régulièrement répartie au cours de l'année et un hiver froid (3 °C).
Pour la période 1971-2000, la température annuelle moyenne est de 10,7 °C, avec une amplitude thermique annuelle de 15,1 °C. Le cumul annuel moyen de précipitations est de 712 mm, avec 11,7 jours de précipitations en janvier et 8,3 jours en juillet. Pour la période 1991-2020, la température moyenne annuelle observée sur la station météorologique la plus proche, située sur la commune de Blesmes à 21 km à vol d'oiseau, est de 10,6 °C et le cumul annuel moyen de précipitations est de 713,0 mm,. Pour l'avenir, les paramètres climatiques de la commune estimés pour 2050 selon différents scénarios d'émission de gaz à effet de serre sont consultables sur un site dédié publié par Météo-France en novembre 2022.

## Urbanisme

### Typologie
Au 1er janvier 2024, Rozet-Saint-Albin est catégorisée commune rurale à habitat dispersé, selon la nouvelle grille communale de densité à 7 niveaux définie par l'Insee en 2022.
Elle est située hors unité urbaine et hors attraction des villes,.

### Occupation des sols
L'occupation des sols de la commune, telle qu'elle ressort de la base de données européenne d'occupation biophysique des sols Corine Land Cover (CLC), est marquée par l'importance des territoires agricoles (55,6 % en 2018), une proportion sensiblement équivalente à celle de 1990 (56,4 %). La répartition détaillée en 2018 est la suivante : 
terres arables (51,9 %), forêts (33,1 %), mines, décharges et chantiers (5,9 %), zones urbanisées (5,5 %), prairies (3,7 %).
L'évolution de l'occupation des sols de la commune et de ses infrastructures peut être observée sur les différentes représentations cartographiques du territoire : la carte de Cassini (XVIIIe siècle), la carte d'état-major (1820-1866) et les cartes ou photos aériennes de l'IGN pour la période actuelle (1950 à aujourd'hui).

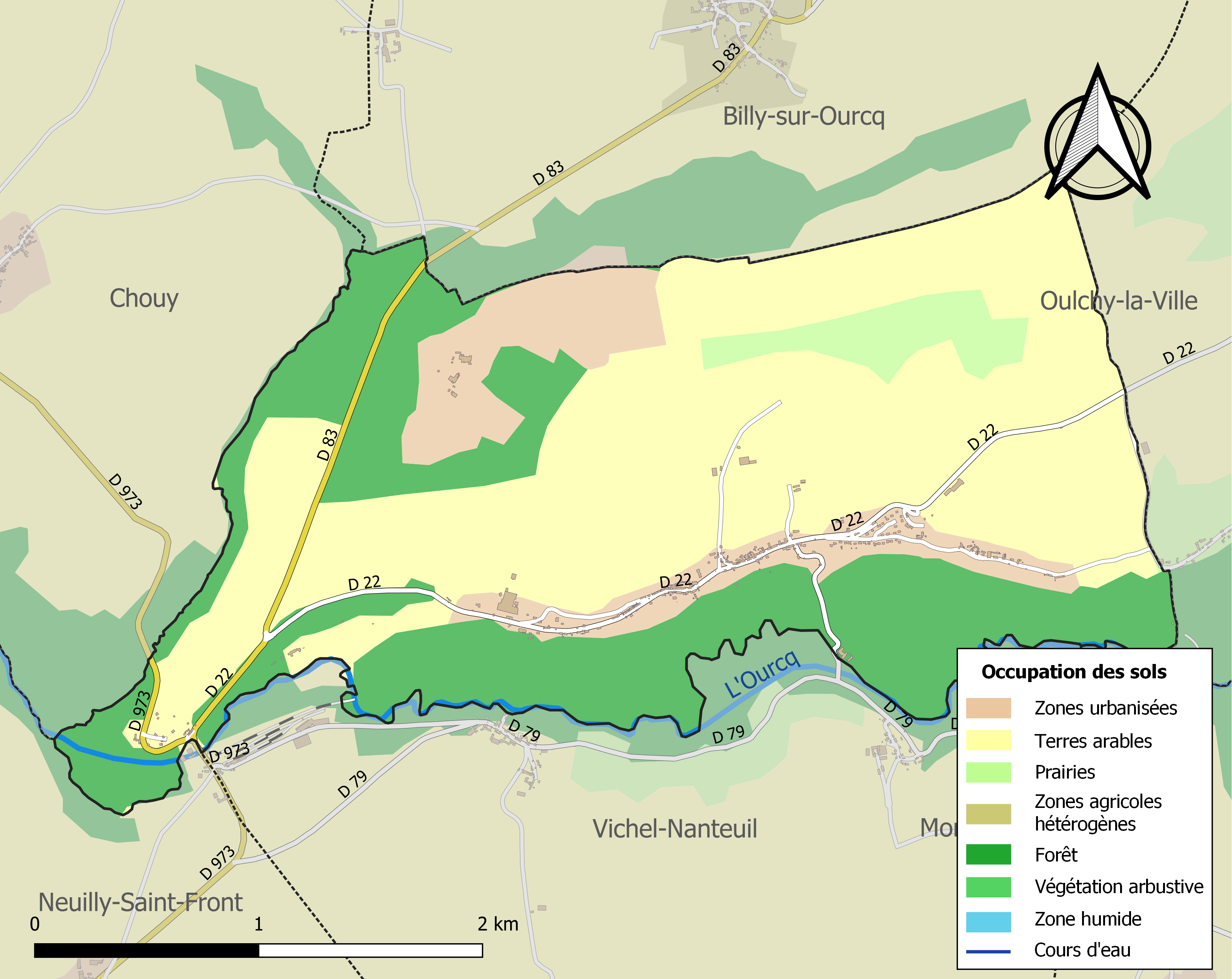
Carte de l'occupation des sols de la commune en 2018 (CLC).

## Toponymie
Le nom de la localité est attesté sous les formes Rosel (1407) ; Rosel-Saint-Aulbin (1464) ; Rosel-Sainct-Aubbin (1479) ; Rosel-Saint-Albin (1500) ; Rosel-Sainct-Aulbin (1573) ; Rozay-Saint-Albin (1702) ; Rozais-Saint-Albin (1704) ; Rosay-Saint-Albin ; Rozet-les-Mesnil (1793).

Durant la Révolution, la commune porte les noms de Les Mesnils et de Rozet-le-Mesnil.

De l'oïl rosel « roseau », Rozet est donc un endroit où poussent les roseaux.
Saint-Albin est un hagiotoponyme faisant référence à l'Église de la commune.

## Politique et administration

### Découpage territorial
La commune de Rozet-Saint-Albin est membre de la communauté d'agglomération de la Région de Château-Thierry, un établissement public de coopération intercommunale (EPCI) à fiscalité propre créé le 1er janvier 2017 dont le siège est à Étampes-sur-Marne. Ce dernier est par ailleurs membre d'autres groupements intercommunaux.
Sur le plan administratif, elle est rattachée à l'arrondissement de Château-Thierry, au département de l'Aisne et à la région Hauts-de-France. Sur le plan électoral, elle dépend du  canton de Villers-Cotterêts pour l'élection des conseillers départementaux, depuis le redécoupage cantonal de 2014 entré en vigueur en 2015, et de la cinquième circonscription de l'Aisne  pour les élections législatives, depuis le dernier découpage électoral de 2010.

### Administration municipale
| Période                                  | Période                       | Identité     | Étiquette | Qualité                                     |
| ---------------------------------------- | ----------------------------- | ------------ | --------- | ------------------------------------------- |
| Les données manquantes sont à compléter. |                               |              |           |                                             |
| mars 2001                                | En cours (au 13 juillet 2020) | Antoine Viet | DVD       | Agriculteur Réélu pour le mandat 2020-2026, |

## Démographie
L'évolution du nombre d'habitants est connue à travers les recensements de la population effectués dans la commune depuis 1793. Pour les communes de moins de 10 000 habitants, une enquête de recensement portant sur toute la population est réalisée tous les cinq ans, les populations de référence des années intermédiaires étant quant à elles estimées par interpolation ou extrapolation. Pour la commune, le premier recensement exhaustif entrant dans le cadre du nouveau dispositif a été réalisé en 2005.

En 2022, la commune comptait 333 habitants, en évolution de +8,12 % par rapport à 2016 (Aisne : −1,97 %, France hors Mayotte : +2,11 %).
| 1793 | 1800 | 1806 | 1821 | 1831 | 1836 | 1841 | 1846 | 1851 |
| ---- | ---- | ---- | ---- | ---- | ---- | ---- | ---- | ---- |
| 228  | 246  | 256  | 277  | 375  | 388  | 393  | 426  | 416  |

| 1856 | 1861 | 1866 | 1872 | 1876 | 1881 | 1886 | 1891 | 1896 |
| ---- | ---- | ---- | ---- | ---- | ---- | ---- | ---- | ---- |
| 386  | 351  | 361  | 356  | 341  | 357  | 376  | 332  | 379  |

| 1901 | 1906 | 1911 | 1921 | 1926 | 1931 | 1936 | 1946 | 1954 |
| ---- | ---- | ---- | ---- | ---- | ---- | ---- | ---- | ---- |
| 386  | 380  | 352  | 335  | 306  | 325  | 302  | 288  | 291  |

| 1962 | 1968 | 1975 | 1982 | 1990 | 1999 | 2005 | 2006 | 2010 |
| ---- | ---- | ---- | ---- | ---- | ---- | ---- | ---- | ---- |
| 307  | 273  | 272  | 240  | 276  | 292  | 313  | 311  | 286  |

| 2015 | 2020 | 2022 | - | - | - | - | - | - |
| ---- | ---- | ---- | - | - | - | - | - | - |
| 307  | 328  | 333  | - | - | - | - | - | - |

## Culture locale et patrimoine

### Lieux et monuments
- Le clocher de l'église Saint-Aubin de Rozet-Saint-Albin, construit au XIIIe siècle, est inscrit au titre des monuments historiques en 1932[28].

### Personnalités liées à la commune
- Marcel Déat (1894-1955), homme politique et personnalité française de la Collaboration, y est inhumé. Après la guerre, il s'était caché avec son épouse en Italie et il était mort à Turin, lieu il avait été initialement inhumé[29]. Ces restes ont été transférés le 3 octobre 1968 au cimetière de Rozet-Saint-Albin, dans la concession de ses beaux-parents[30].